# Amanite noire
Saproamanita inopinata
Espèce
Synonymes
- Amanita inopinata D.A.Reid & Bas 1987 (basionyme)[1],[2]
- Aspidella inopinata (D.A. Reid & Bas) Vizzini & Contu 2012[3],[2]

L’Amanite noire (Saproamanita inopinata) est une espèce de champignons basidiomycètes de la famille des Amanitaceae et du genre Saproamanita. Il s'agit d'une espèce a priori originaire de Nouvelle-Zélande qui a été introduite en Europe occidentale où elle s'étend lentement mais progressivement depuis l'Angleterre, où elle a été décrite en 1987, vers l'Est à la faveur des vents dominants. Elle pousse en automne toujours dans des milieux anthropisés, quel que soit l'hémisphère. Le fait qu'elle se nourrissent de matière organique en décomposition est une originalité au sein de la famille des Amanitaceae, très majoritairement symbiotique avec les arbres. Cette écologie particulière a justifié sa recombinaison au sein du genre Saproamanita, uniquement composé de saprobiontes.

## Taxonomie

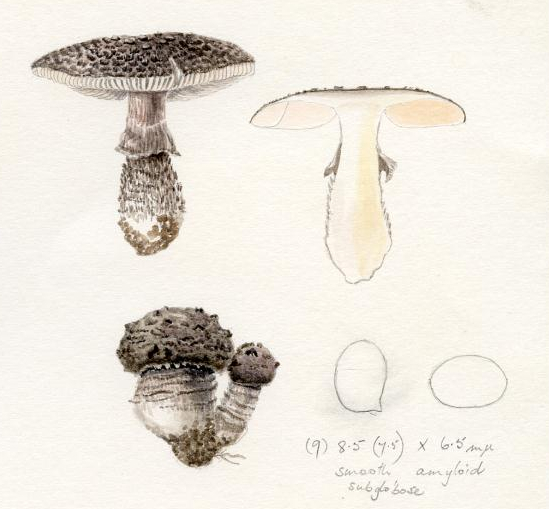
Aquarelle de l'Amanite noire par Taylor (1972)

Les premières mentions de cette espèce datent de 1964 et 1972 en Nouvelle-Zélande mais les spécimens récoltés ont été mal conservés et déterminés comme Amanita sp. Seules des aquarelles ont permis leur détermination postérieure,. La première mention anglaise date de 1976, mais il faut attendre 1987 pour que l'Anglais Derek Agutter Reid attaché au jardin botanique royal d'Édimbourg et le Néerlandais Cornelis Bas, auteur des Flora Agaricina Neerlandica, décrivent l'espèce à partir d'exemplaires récoltés dans le Kent, le Surrey et l'Essex dans les années 1980. Ils la placent au sein du genre Amanita et lui donnent l'épithète spécifique « inopinata » (inopinée) à cause de sa présence inattendue et énigmatique,.
Elle est ensuite recombinée au sein du genre Aspidella par les Italiens Alfredo Vizzini et Marco Contu en 2012, qui s'associent ensuite en 2016 au taxonomiste Canadien Scott A. Redhead et à l'Américain Dennis C. Drehmel pour la placer dans le genre Saproamanita,.
Le genre Saproamanita regroupe les espèces de la famille des Amanitaceae caractérisées par la capacité de décomposer la matière organique, c'est-à-dire saprobiontes, sans être associées à une plante hôte. Ses espèces phares sont Saproamnita armillariiformis et S. thiersii. Il comprend essentiellement les espèces anciennement incluses au sein de la section Amanita subsect. Vittadinae.

## Description

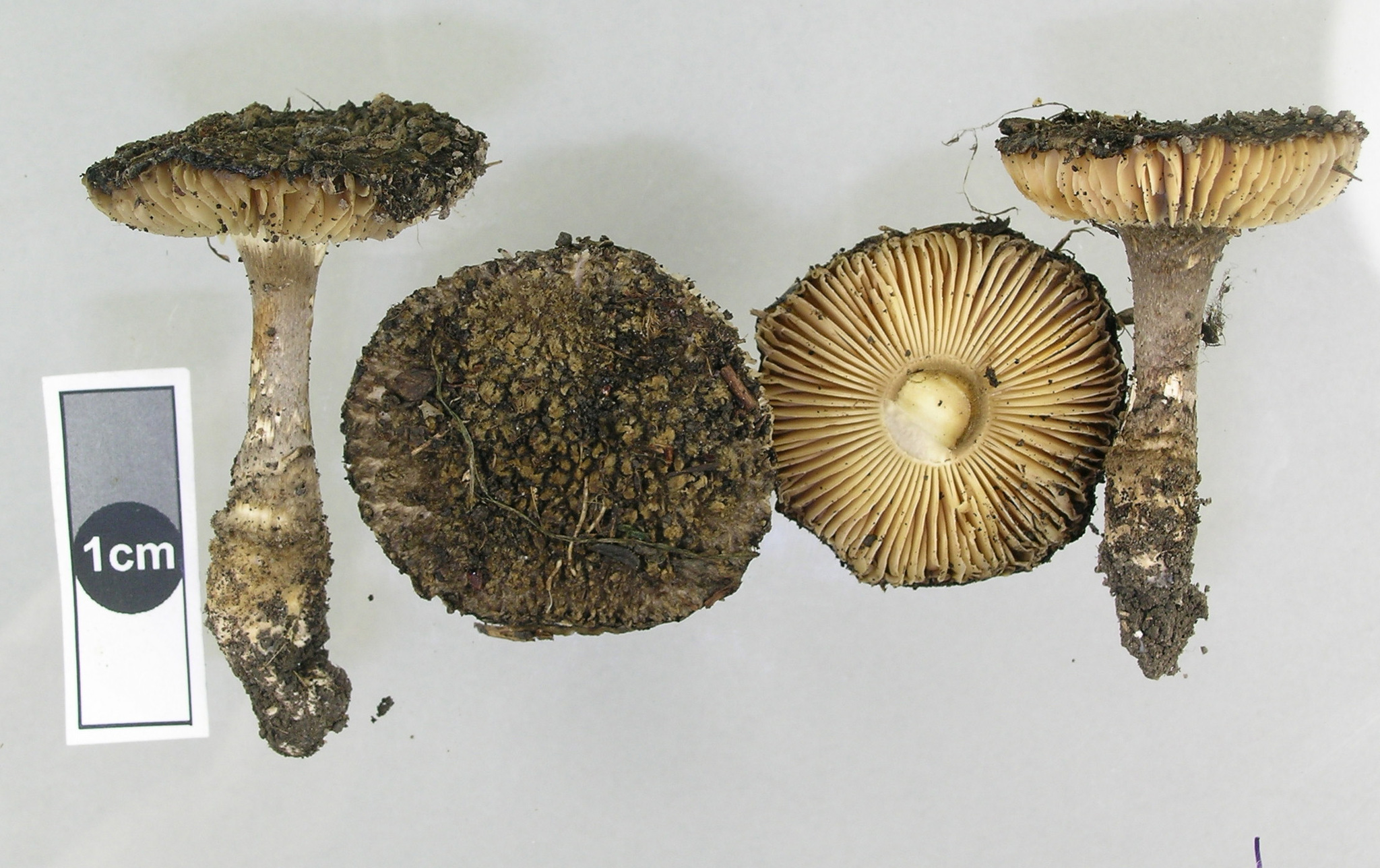
Saproamanita inopinata (Canterbury, Nouvelle-Zélande)

Cette Saproamanite présente un chapeau sombre gris-brun squamuleux d'aspect laineux fortement ourlé. Les lamelles sont blanches virant au saumon abricoté avec l'âge, et rosissant nettement à la dessiccation. Le pied présente un anneau gris au bord étroit noir, s'évase en massue fusoïde sans montrer de volve évidente dans sa partie inférieure. Gris sombre dans sa partie supérieure, l'inférieure est couverte de fines fibrilles noires recourbées semblables à des poils sur un fond couleur saumon sale ou fauve vif. Bien enterré, il est atténué en pointe sous le collet. La chair est généralement blanche, jaunâtre dans la partie basse du pied et rosissante après quelques minutes d'exposition à l'air libre,,.
La morphologie générale de l'Amanite noire peut rappeler celle de la Lépiote radicante et le dessus de son chapeau, celui du Bolet pomme de pin.
Microscopiquement, les spores, amyloïdes, mesure de 8,5 à 10,5 µm de long pour 6,5 à 8 µm de large. Elles comportent généralement une apicule et contiennent une grosse vacuole. Les basides, qui mesurent 45 à 50 µm de long pour 10 à 14 µm de large et qui portent leurs spores par quatre, ont la forme typique de celles des Amanitaceae : pédicelle allongé et étranglement au sommet. Les boucles de conjugaison sont abondantes au pied des basides et sur les hyphes du voile général,,.

## Biologie et écologie

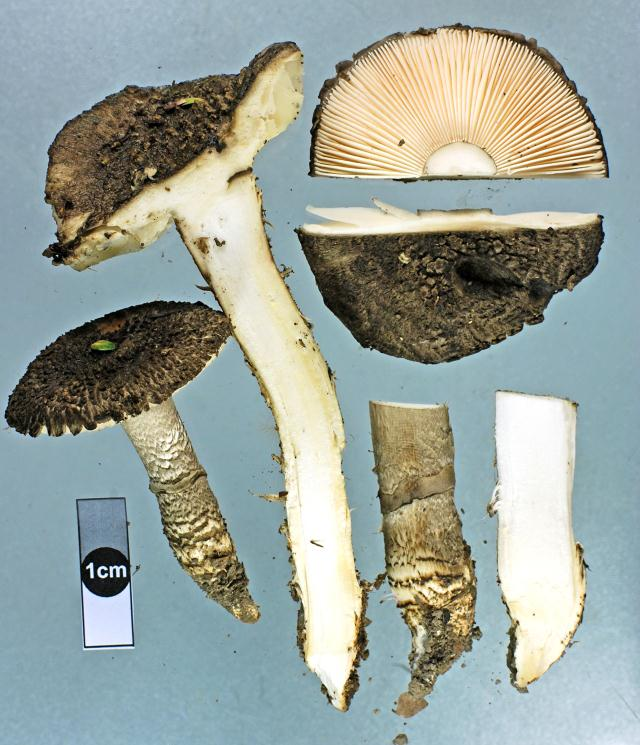
Saproamanita inopinata (Nouvelle Zélande).

Saproamanita inopinata développe ses fructifications en automne, c'est-à-dire de mars à juillet en Nouvelle-Zélande et de septembre à octobre en Europe ; les saisons des deux hémisphères étant inversées.
En Europe, cette espèce pousse aussi bien en prairie qu'en forêt, surtout de conifères, et la plupart du temps avec des arbres ne pratiquant pas de symbiose mycorhizienne. Plus précisément, il s'agit, par ordre de fréquence, de Taxus baccata, Chamaecyparis lawsoniana, Cupressocyparis leylandii, Cupressus sp. et Cedrus sp, Cupressus macrocarpa, Pinus nigra, Pinus sylvestris, Picea sitchensis, Picea, Pseudotsuga, Abies, Sequoia sempervirens, Taxodium distichum, et de Thuja sp. Concernant les feuillus, il s'agit de Fraxinus excelsior, Aesculus hippocastanum, Acer campestre, Acer pseudoplatanus, Ilex aquifolium, Crataegus monogyna, Celtis occidentalis, Quercus sp. et de Prunus serrulata. Ce sont toujours des milieux anthropisés tels que des parcs de château et de ville, des jardins, des pépinières, des cimetières, une cour d'école, des bordures de pâturage et des cultures forestières,,.
En Nouvelle-Zélande, les arbres à côté desquels l'Amanite noire est trouvée sont également en majorité des arbres exotiques non symbiotiques ; à savoir Chamaecyparis sp., Cupressus macrocarpa, Euonymus japonicus et Sophora sp., avec pour exceptions Leptospermum sp. et Pinus sp. Il s'agit également d'espaces anthropisés,.
À l'inverse de la majorité des Amanitaceae, cette espèce n'est pas en association mycorhizienne avec les arbres qui l'entourent. En effet, l'absence de structures racinaires symbiotiques in situ ou en laboratoire n'a donné lieu à aucun signe d'interaction mutualiste ou pathogène avec des plantes ou des arbres. L'hypothèse majoritaire suppose qu'elle serait principalement saprobionte, c'est-à-dire qu'elle se nourrirait de matière organique en décomposition. C'est la raison de sa recombinaison au sein du genre Saproamanita en 2016. Cependant, alors que la plupart de ces espèces contiennent des gènes codant des enzymes cellulosiques leur permettant de digérer la matière organique, A. inopinata et quelques autres en sont dépourvues. Sa niche écologique reste alors inconnue.

## Répartition
Les premières récoltes de cette espèce ont été faites en Nouvelle-Zélande, à Auckland City en 1964 et 1972 et Lincoln en 1971. Elle est par la suite régulièrement mais rarement récoltée sur l'ensemble l'île. L'espèce a également été référencée en Australie à Melbourne en 2013,,
En Europe, elle est référencée du Sud-Est de la Grande-Bretagne une cinquantaine de fois depuis 1976, six fois des Pays-Bas depuis 2000, quatre fois du Nord de la France depuis 2004 et sept fois de la Belgique depuis 2008,,,.
Bien que soutenu par de nombreux auteurs, le fait que cette espèce soit originaire de Nouvelle-Zélande n'est pas une évidence. En effet, l'ensemble des stations répertoriées dans ce pays correspond à des biotopes anthropisés comportant de la végétation importée. Si son caractère exotique s’avérerait exact, sa dynamique y serait alors parallèle à celle de l'Europe,,.

## Une espèce invasive en expansion en Europe?
L'expansion européenne de l'Amanite noire est lente et s'effectue en direction de l'Est depuis la Grande-Bretagne, à la fois localement par déplacements de moins de 30 km ainsi que par grand bonds de 50 à 300 km. Cette direction correspond à la force dominante des vents, un facteur connu de la dispersion des champignons, parfois d'un continent à l'autre. La vitesse de cette expansion semble augmenter avec le temps. À titre d'exemple, le propriétaire du jardin dans lequel la première mention française de cette espèce a été enregistrée en 2004, dans le Pas de Calais, avait hébergé une dizaine d'années auparavant des amis australiens.
Saproamanita inopinata serait une espèce introduite avec des arbres exotiques ayant la capacité de persister sans eux. De manière générale, les champignons sont sous-représentés au sein des catalogues d'espèces et leur biogéographie est mal connue,. En Europe, deux Amanitaceae sont considérées comme invasives par Hulme et al. en 2009 : Amanita asteropus et Amanita singeri. Afin d'établir le caractère invasif d'une espèce, il est nécessaire de savoir si elle prend la place écologique d'une espèce autochtone ; ce qui n'est actuellement pas possible concernant S. inopinata car les données disponibles ne sont pas suffisantes pour étayer cette hypothèse,.